# Mujeres de nadie
Mujeres de nadie es una telenovela argentina producida por Pol-ka Producciones y transmitida por Canal 13 en dos temporadas, en 2007 y 2008, con distintos elencos cada año. La primera temporada fue protagonizada por Agustina Cherri, Susú Pecoraro y Luis Luque. Coprotagonizada por Claribel Medina, Federico Olivera, Gonzalo Heredia y Florencia Otero. Antagonizada por María Leal, Alejandro Awada, Laura Miller, Jorge Nolasco y la primera actriz María Ibarreta. También, contó con las actuaciones especiales de Fabiana García Lago y los primeros actores Ana Maria Picchio, Juan Manuel Tenuta, Víctor Hugo Vieyra y Dalma Milebo.
La segunda temporada fue protagonizada por Luisa Kuliok y Carlos Calvo. Coprotagonizada por Laura Novoa, Eugenia Tobal y Juan Palomino. Antagonizada por Carina Zampini, María Socas, Miguel Habud, Patricia Viggiano y los primeros actores Virginia Lago y Antonio Grimau. También, contó con las actuaciones especiales de Lucía Galán y la primera actriz Ana María Picchio.

## Primera temporada (2007)

### Descripción
La telenovela relata la historia de varias enfermeras y personal médico, que trabajan juntos en un hospital público. Lali (Agustina Cherri), Ana (Susú Pecoraro), Marga (María Leal), y Mimi (Claribel Medina) son los personajes centrales, y las diversas situaciones giran alrededor de ellas.

#### Relaciones entre personajes
Ana trabaja desde hace 20 años en el hospital, y se la presenta junto a un marido: Juan, que la maltrata. Ana lo perdona en varias ocasiones, pero Juan se enoja por la creciente relación entre Ana y el doctor Guillermo Gutiérrez. Marga, la jefa de enfermeras, por su parte, también desea al doctor, e intenta ayudar a Juan a frustrar su relación con Ana por dicha razón. Cuando Ana está decidida a dejarlo, Juan monta un engaño con la ayuda de Marga por el cual simula tener una enfermedad incurable y que le quedaría poco tiempo de vida, para que así Ana no se atreva a dejarlo. Cuando Ana lo descubre decide alejarse de él, pero Juan la golpea con tanta fuerza que la deja en coma, y cuando despierta sufre amnesia y no recuerda el ataque o los detalles de su relación con Juan y Guillermo. Dichos recuerdos regresan poco a poco, y denuncia a su esposo a la policía cuando finalmente recuerda el ataque. 
El nombre del personaje "Marga" es en realidad un diminutivo de "Margarita". Trata a las demás en forma autoritaria. Siente un profundo odio por Leopoldo, su exesposo, a quien incluso llega a asesinar. También tiene un gato llamado igual que su difunto marido. Al final de la historia escapa al interior del país junto a Juan. 
Mimí, por su parte, tiene una hija, Malena (Lucia Pecrul), que no puede ver por orden judicial. La misma creció junto a su abuela, quien le hizo creer que su madre estaba muerta, y que apela a tácticas mafiosas para conservar a la niña con ella e impedir que la madre la recupere. Mimí finalmente recupera a su hija por la vía judicial.
Pablo, uno de los médicos, está de novio con Julia, la hermana de la enfermera Lali (sólo que ellas no saben que son hermanas ni tampoco lo sabe Pablo), pero la rechaza durante la ceremonia de casamiento por haberse enamorado de Lali. Su relación con Lali sufre muchos vaivenes, y creyendo que Pablo le es infiel Lali decide ocultarle que está embarazada de él. Por despecho lleva adelante un matrimonio con un muchacho impuesto por sus padres, de quien también dice que es el padre (éste, sin embargo, es homosexual e intenta casarse con Lali para evitar ser catalogado como tal). El matrimonio llega hasta la ceremonia, pero en una situación deliberadamente análoga con el matrimonio de Pablo y Julia, Lali también se retracta a último momento y cancela la boda por su amor a Pablo. 
La madre de Lali, Zulema, intenta controlar o supervisar todos los aspectos de su vida, lo cual la lleva incluso a trabajar como voluntaria en el hospital.

### Protagonistas
- Agustina Cherri como Laura "Lali" Garreto.
- Susú Pecoraro como Ana Ortega.
- Luis Luque como el Dr. Guillermo Gutiérrez.
- Claribel Medina como Lucrecia "Mimí" Montesi.
- María Leal como Margarita "Marga" Vega/ Amalia Campos

### Elenco Protagónico
- Federico Olivera como el Dr. Pablo Medina.
- Alejandro Awada como Juan Carlos Rossi.

### Elenco Principal
- Dalma Milebo en el personaje de María Teresa "Marita" Linares.
- Fabiana García Lago en el personaje de Giselle Campana.
- Gonzalo Heredia en el personaje de Rolando "Rolo" Pérez.
- Campi en el personaje de José "Pepe" Gatica.
- Florencia Otero en el personaje de Eugenia Gutiérrez.
- Lucia Pecrul en el personaje de Malena Oltegui.
- Laura Miller en el personaje de Julia Almada.
- Víctor Hugo Vieyra en el personaje de Gregorio Almada.
- Juan Manuel Tenuta (†) en el personaje de Atilio "Don Atilio" Montesi.
- María Ibarreta en el personaje de Elsa Oltegui.
- Ana María Picchio en el personaje de Zulema Nilda Garreto.

### Participaciones
- Daniel Miglioranza en el personaje de Dr. Pedro Arizmendi.
- Jorge Nolasco (†) en el personaje de Jorge Oltegui.
- Roberto Vallejos en el personaje de César.
- Gustavo Demmi en el personaje de Fernando.
- Florencia Raggi en el personaje de Dra. Lucía Estrada.
- Diego Gentile en el personaje de Psicólogo.
- Antonio Ugo (†) en el personaje de Leopoldo.
- Paola Papini en el personaje de Cecilia.
- Alicia Aller (†) en el personaje de Teresa.
- Atilio Pozzobón en el personaje de Vicente.
- Luciano Suardi en el personaje de Horacio.
- Ezequiel Rodríguez en el personaje de Octavio.
- Adela Gleijer en el personaje de Edith.
- Mónica Gazpio en el personaje de Estella.
- Fernando Sayago en el personaje de Marcelo.
- Verónica Vieyra en el personaje de Dra. Mercedes Jáuregui.
- Norman Briski en el personaje de Manuel Linares.
- Santiago Ramundo en el personaje de Claudio Mendizábal.
- Jean Pierre Noher en el personaje de Dr. Franco Mendizábal.
- Roxana Canne en el personaje de Lidia.
- Julieta Novarro en el personaje de Brenda.
- Beatriz Dellacasa en el personaje de Leonor.
- Fabián Abecasis en el personaje de Ramón.
- Javier Heit en el personaje de Pedro Rossi.
- Ramiro Pantorotto en el personaje de Gitano.
- Helena Jios en el personaje de Graciela Braga.
- Mario Moscoso en el personaje de Dr. Santibáñez
- Silvia Yori en el personaje de Enfermera

### Premios
- Premios Clarín Espectáculos 2007
  - Mejor Telenovela
  - Susú Pecoraro - Mejor actriz de drama
  - Luis Luque - Mejor actor de drama
  - Gonzalo Heredia - Revelación

- Martín Fierro 2007
  - Mejor telenovela
  - Actor Protagonista de novela: Luis Luque
  - Actriz Protagonista de novela: Susú Pecoraro
  - Tema Musical: "Mujer de Nadie" de Paz Martínez

### Nominaciones
- Martín Fierro 2007
  - Actor Protagonista de novela: Alejandro Awada
  - Actriz Protagonista de novela: María Leal
  - Actriz Protagonista de novela: Claribel Medina
  - Actor de Reparto: Juan Manuel Tenuta
  - Actriz de Reparto: Ana María Picchio
  - Participación Especial: Norman Briski

- Premios Clarín 2007
  - Guion - Ernesto Korovsky, Marcos Carnevale y Sebastian Parrota
  - Actriz Protagonista en drama - María Leal

## Segunda temporada (2008)

### Descripción
La telenovela relata la historia de varias enfermeras y personal médico, que trabajan juntos en un hospital público. Raquel (Luisa Kuliok), Virginia (Laura Novoa), Cecilia (Eugenia Tobal) y Carmen (Lucia Galan) son los personajes centrales, y las diversas situaciones giran alrededor de ellas.

#### Relaciones entre personajes
Luisa Kuliok interpreta a Raquel Vidal, una jefa de enfermeras que fue abandonada por su marido y, se reencuentra con un viejo amor, el Dr. Diego Porta (Carlos Calvo). Este último no puede ejercer la medicina por un accidente que inutilizó su mano, por lo que se dedica a instruir a quienes aspiran a ser doctores.
A Raquel la vida le ha dado siempre la espalda: a pesar de ser una gran enfermera y mejor persona pasó por muchísimos inconvenientes.
Se casó con Carlos y tuvieron una hija que hoy tiene 19 años. Luego de la crisis económica del 2001, Carlos perdió su trabajo; se deprimió y Raquel quedó como el único sostén de la casa. Lo que ella no sabe es que su marido debe una gran suma de dinero.
Lucía Galán interpreta a Carmen Muleiro, una enfermera que planea emigrar a Europa pero que posterga sus planes al enamorarse de un paciente. Es una mujer noble pero de carácter muy fuerte. Es la mejor amiga de Raquel, aunque suelen chocar por su frontalidad.
Laura Novoa, por su parte, encarna a Virgina Longoni, un personaje que tendría inclinaciones lésbicas.
Vive con su madre con quién sostiene una relación muy opresiva, duermen juntas y su mamá pretende controlar cada aspecto de su vida. Es una mujer muy reprimida. 
Es una excelente enfermera y aspira a ser la Jefa de enfermeras.

Cecilia es una chica de clase baja y se crio en una casa muy humilde. Su padre la entregó a Eduardo Canedo a cambio de ayuda para solventar la grave enfermedad de su esposa. Sin embargo, su mamá murió después de una larga y costosa agonía.
En determinado momento, Cecilia sintió que su vida estaba vacía y, a escondidas, empezó a estudiar enfermería. Al comenzar la historia, consigue trabajo gracias a la ayuda de su amiga Bárbara, sabiendo que Eduardo jamás lo permitiría.

### Protagonistas
- Luisa Kuliok en el personaje de Raquel Vidal
- Carlos Andrés Calvo (†) en el personaje de Dr. Diego Porta

### Elenco Protagónico
- Laura Novoa en el personaje de Virginia Longoni
- Eugenia Tobal en el personaje de Cecilia Santillán
- Juan Palomino en los personajes de Dr. Santiago Gancedo, y Dr. Ignacio "Nacho" Gancedo (Villano)
- Lucía Galán en el personaje de Carmen "Gallega" Muleiro
- Antonio Grimau en el personaje de Eduardo "Tato" Canedo (Villano)
- Virginia Lago en el personaje de Nelida "Nené" Fiore (Villana principal)
- Ana María Picchio en el personaje de Zulema Garreto

### Elenco Principal
- Carina Zampini en el personaje de Dra. Fernanda Almirón
- María Socas en el personaje de Dolores Azcurra de Porta (Villana)
- Campi en el personaje de José "Pepe" Gatica
- Miguel Habud en el personaje de Dr. Javier Barón (Villano)
- Azul Lombardía en el personaje de Bárbara
- Federico Amador en el personaje de Andrés Iglesias
- Edgardo Moreira en el personaje de Carlos Guzmán

### Participaciones
- Patricia Viggiano en el personaje de Dra. Nora Furcat (Villana)
- Christian Sancho en el personaje de Miguel Salerno
- María Dupláa en el personaje de María Guzmán
- Silvana Sosto en el personaje de Nilda Gallo
- Luciano Cazaux en el personaje de Inspector Randazzo
- Julieta Novarro en el personaje de Brenda
- Mario Salvatti en el personaje de Abel
- Norberto Díaz (†) en el personaje de Dr. Emilio Kesler (Villano)
- Susana Lanteri en el personaje de Pocha
- Adrián Yospe (†) en el personaje de Cristian (Villano)
- Gonzalo Suárez en el papel de Dr. Llorente (Villano)
- Ornella Fazio en el personaje de Martita
- Jorge Sassi (†) en el personaje de Dr. Felipe Malfati
- Ana María Colombo en el personaje de Bernardita Fiore
- Valeria Lorca en el personaje de Irene Villanueva
- Nicolás Roitberg en el personaje de Alberto Benítez (Villano)
- Sergio Surraco en el personaje de Rafael Gómez
- Jonathan Sandor en el personaje de Pablo Salerno
- Paula Siero en el personaje de Mónica
- Victoria Vanucci en el personaje de Isabel Ramos
- Ana María de Mateo en el personaje de Olga
- Lydia Lamaison (†) en el personaje de Elisa
- Beatriz Dellacasa en el personaje de Madre Superiora
- Mariana Giovine en el personaje de Felicidad
- Alejandra Quevedo en el personaje de Déborah (Villana)
- Federico Barón en el personaje de Diego Porta (hijo)
- Claudio Messina en el personaje de Dr. Salerno
- Javier Gómez en el personaje de Juan Pablo Soler
- Viviana Puerta en el personaje de Emilia
- Mónica Galán (†) en el personaje de Rosario
- Jimena Piccolo en el personaje de Lucy
- Norberto Gonzalo en el personaje de Escalada (Villano)
- Florencia Ortiz en el personaje de Belén Grimaldi
- Dalia Elnecave en el personaje de Viviana
- Coraje Ábalos en el personaje de Dr. Rodrigo Morales
- Esteban Lamarque en el personaje de Joaquín Soler
- Lorena Meritano en el personaje de Julia
- Pietro Gian en el personaje de Daniel (Villano)
- Fito Yanelli en el personaje de Dr. Sheffer
- Nacho Vavassori en el personaje de Roque Santillán
- Paula Sartor en el personaje de Paula Santillán
- Jazmín Falak en el personaje de Carla
- Fausto Collado en el personaje de Dr. Morat
- Luis Sabatini en el personaje de Bordón
- Iride Mockert en el personaje de Marta

### Premios
- Premios Clarín Espectáculos 2008: 
  - Mejor ficción diaria drama

- Martín Fierro 2008
  - Virginia Lago: Actriz de reparto en drama

### Nominaciones
- Premios Martín Fierro
  - Mejor telenovela
  - Juan Palomino: Actor protagonista de novela
  - Laura Novoa: Actriz protagonista de novela
  - Ana María Picchio: Actriz de reparto en drama